# 노엘 벅
노엘 벅 (Noel Buck, 2005년 4월 5일 ~ )는 잉글랜드의 축구 선수이며, 뉴잉글랜드 레벌루션에서 미드필더로 뛰고 있다.